# لويس جون ستيل
لويس جون ستيل (بالإنجليزية: Louis John Steele)‏ هو رسام ونقاش نيوزلندي، ولد في 30 يناير 1842 في Reigate ‏ في المملكة المتحدة، وتوفي في 12 ديسمبر 1918.